# Aziatisch kampioenschap voetbal vrouwen 2018
Het Aziatisch kampioenschap voetbal vrouwen  2018 was de negentiende editie van dit voetbaltoernooi. Het toernooi werd gehouden van 7 april 2018 tot en met 22 april 2018 in Jordanië.

## Gekwalificeerde landen
| Direct geplaatst               | Via kwalificatie                       |
| ------------------------------ | -------------------------------------- |
| Jordanië Japan Australië China | Filipijnen Zuid-Korea Thailand Vietnam |

## Groepsfase
De top 2 van elke groep plaatste zich voor de halve finales en de 2 nummers 3 speelden om een ticket voor het Wereldkampioenschap voetbal vrouwen 2019 in Frankrijk.

#### Groep A
| Team       | Pts | Pld | W | D | L | GF | GA | GD  |
| ---------- | --- | --- | - | - | - | -- | -- | --- |
| China      | 9   | 3   | 3 | 0 | 0 | 15 | 1  | +14 |
| Thailand   | 6   | 3   | 2 | 0 | 1 | 9  | 6  | +3  |
| Filipijnen | 3   | 3   | 1 | 0 | 2 | 3  | 7  | –4  |
| Jordanië   | 0   | 3   | 0 | 0 | 3 | 3  | 16 | –13 |

|                          |                                                |                                                                               |          |                                                                                                   |
| 6 april 2018 16:45 UTC+3 | China                                          | 4 – 0                                                                         | Thailand | Amman International Stadium, Amman Toeschouwers: 5.060 Scheidsrechter: Kate Jacewicz ( Australië) |
| 6 april 2018 16:45 UTC+3 | Song Duan 56', 77' Wang Shuang 63' Li Ying 67' | https://www.the-afc.com/competitions/afc-womens-asian-cup/matches/2017/972813 |          | Amman International Stadium, Amman Toeschouwers: 5.060 Scheidsrechter: Kate Jacewicz ( Australië) |

|                          |            |                                                                               |                             |                                                                                                   |
| 6 april 2018 20:00 UTC+3 | Jordanië   | 1 – 2                                                                         | Filipijnen                  | Amman International Stadium, Amman Toeschouwers: 9.473 Scheidsrechter: Ri Hyang-ok ( Noord-Korea) |
| 6 april 2018 20:00 UTC+3 | Jbarah 15' | https://www.the-afc.com/competitions/afc-womens-asian-cup/matches/2017/972814 | Khair 51' (e.d.) Bolden 76' | Amman International Stadium, Amman Toeschouwers: 9.473 Scheidsrechter: Ri Hyang-ok ( Noord-Korea) |

|                          |            |                                                                               |                             |                                                                                                 |
| 9 april 2018 16:45 UTC+3 | Filipijnen | 0 – 3                                                                         | China                       | Koning Abdoellah II-stadion, Amman Toeschouwers: 226 Scheidsrechter: Casey Reibelt ( Australië) |
| 9 april 2018 16:45 UTC+3 |            | https://www.the-afc.com/competitions/afc-womens-asian-cup/matches/2017/972815 | Li Ying 17', 57' Ma Jun 31' | Koning Abdoellah II-stadion, Amman Toeschouwers: 226 Scheidsrechter: Casey Reibelt ( Australië) |

|                          |                                                                      |                                                                               |             |                                                                                                   |
| 9 april 2018 20:00 UTC+3 | Thailand                                                             | 6 – 1                                                                         | Jordanië    | Koning Abdoellah II-stadion, Amman Toeschouwers: 5.000 Scheidsrechter: Yoshimi Yamashita ( Japan) |
| 9 april 2018 20:00 UTC+3 | Suchawadee 1', 69' Taneekarn 6' Silawan 39' Kanjana 41' Pitsamai 90' | https://www.the-afc.com/competitions/afc-womens-asian-cup/matches/2017/972816 | Jebreen 43' | Koning Abdoellah II-stadion, Amman Toeschouwers: 5.000 Scheidsrechter: Yoshimi Yamashita ( Japan) |

|                           |            |                                                                               |                                                                                                 |                                                                             |
| 12 april 2018 20:00 UTC+3 | Jordanië   | 1 – 8                                                                         | China                                                                                           | Amman International Stadium, Amman Scheidsrechter: Công Thi Dựng ( Vietnam) |
| 12 april 2018 20:00 UTC+3 | Sabbah 17' | https://www.the-afc.com/competitions/afc-womens-asian-cup/matches/2017/972817 | Wang Shuang 14', 53', 84' Khair 41' (e.d.) Song Duan 51' Li Ying 60', 72' (pen.) Tang Jiali 86' | Amman International Stadium, Amman Scheidsrechter: Công Thi Dựng ( Vietnam) |

|                           |                                     |                                                                               |             |                                                                                 |
| 12 april 2018 20:00 UTC+3 | Thailand                            | 3 – 1                                                                         | Filipijnen  | Koning Abdoellah II-stadion, Amman Scheidsrechter: Oh Hyeon-jeong ( Zuid-Korea) |
| 12 april 2018 20:00 UTC+3 | Kanjana 28' (pen.), 53' Silawan 62' | https://www.the-afc.com/competitions/afc-womens-asian-cup/matches/2017/972818 | Shugg 90+3' | Koning Abdoellah II-stadion, Amman Scheidsrechter: Oh Hyeon-jeong ( Zuid-Korea) |

#### Groep B
| Team       | Pts | Pld | W | D | L | GF | GA | GD  |
| ---------- | --- | --- | - | - | - | -- | -- | --- |
| Australië  | 5   | 3   | 1 | 2 | 0 | 9  | 1  | +8  |
| Japan      | 5   | 3   | 1 | 2 | 0 | 5  | 1  | +4  |
| Zuid-Korea | 5   | 3   | 1 | 2 | 0 | 4  | 0  | +4  |
| Vietnam    | 0   | 3   | 0 | 0 | 3 | 0  | 16 | –16 |

| Team       | Pts | Pld | W | D | L | GF | GA | GD |
| ---------- | --- | --- | - | - | - | -- | -- | -- |
| Australië  | 2   | 2   | 0 | 2 | 0 | 1  | 1  | 0  |
| Japan      | 2   | 2   | 0 | 2 | 0 | 1  | 1  | 0  |
| Zuid-Korea | 2   | 2   | 0 | 2 | 0 | 0  | 0  | 0  |

|                          |                                                  |                                                                               |         |                                                                               |
| 7 april 2018 16:45 UTC+3 | Japan                                            | 4 – 0                                                                         | Vietnam | Koning Abdoellah II-stadion, Amman Scheidsrechter: Thein Thein Aye ( Myanmar) |
| 7 april 2018 16:45 UTC+3 | Yokoyama 3' Nakajima 17' Iwabuchi 57' Tanaka 66' | https://www.the-afc.com/competitions/afc-womens-asian-cup/matches/2017/972819 |         | Koning Abdoellah II-stadion, Amman Scheidsrechter: Thein Thein Aye ( Myanmar) |

|                          |                                                                               |       |            |                                                                                         |
| 7 april 2018 20:00 UTC+3 | Australië                                                                     | 0 – 0 | Zuid-Korea | Koning Abdoellah II-stadion, Amman Toeschouwers: 230 Scheidsrechter: Qin Liang ( China) |
| 7 april 2018 20:00 UTC+3 | https://www.the-afc.com/competitions/afc-womens-asian-cup/matches/2017/972820 |       |            | Koning Abdoellah II-stadion, Amman Toeschouwers: 230 Scheidsrechter: Qin Liang ( China) |

|                           |                                                                               |       |       |                                                                                         |
| 10 april 2018 16:45 UTC+3 | Zuid-Korea                                                                    | 0 – 0 | Japan | Amman International Stadium, Amman Toeschouwers: 356 Scheidsrechter: Qin Liang ( China) |
| 10 april 2018 16:45 UTC+3 | https://www.the-afc.com/competitions/afc-womens-asian-cup/matches/2017/972821 |       |       | Amman International Stadium, Amman Toeschouwers: 356 Scheidsrechter: Qin Liang ( China) |

|                           |         |                                                                               |                                                                                              | |
| 10 april 2018 20:00 UTC+3 | Vietnam | 0 – 8                                                                         | Australië                                                                                    | Amman International Stadium, Amman Toeschouwers: 401 Scheidsrechter: Edita Mirabidova ( Oezbekistan) |
| 10 april 2018 20:00 UTC+3 |         | https://www.the-afc.com/competitions/afc-womens-asian-cup/matches/2017/972822 | Simon 8' Kennedy 18' Logarzo 21' van Egmond 28' Kerr 44', 51' Tuyết Dung 71' (e.d.) Raso 75' | Amman International Stadium, Amman Toeschouwers: 401 Scheidsrechter: Edita Mirabidova ( Oezbekistan) |

|                           |               |                                                                               |           |                                                                               |
| 13 april 2018 16:45 UTC+3 | Japan         | 1 – 1                                                                         | Australië | Amman International Stadium, Amman Scheidsrechter: Ri Hyang-ok ( Noord-Korea) |
| 13 april 2018 16:45 UTC+3 | Sakaguchi 63' | https://www.the-afc.com/competitions/afc-womens-asian-cup/matches/2017/972823 | Kerr 86'  | Amman International Stadium, Amman Scheidsrechter: Ri Hyang-ok ( Noord-Korea) |

|                           |                                                     |                                                                               |         |                                                                           |
| 13 april 2018 16:45 UTC+3 | Zuid-Korea                                          | 4 – 0                                                                         | Vietnam | Koning Abdoellah II-stadion, Amman Scheidsrechter: Mahsa Ghorbani ( Iran) |
| 13 april 2018 16:45 UTC+3 | Cho So-hyun 14' Lee Geum-min 38' Lee Min-a 49', 73' | https://www.the-afc.com/competitions/afc-womens-asian-cup/matches/2017/972824 |         | Koning Abdoellah II-stadion, Amman Scheidsrechter: Mahsa Ghorbani ( Iran) |

## Knockout fase

### Halve finales
|                     |                                                |       |                               | |
| 17 april 2018 16:45 | Australië                                      | 2 – 2 | Thailand                      | Koning Abdoellah II-stadion, Amman Toeschouwers: 166 Scheidsrechter: Edita Mirabidova ( Oezbekistan) |
| 17 april 2018 16:45 | Kanjanaporn 17' (e.d.) Kennedy 90+1'           |       | Kanjana 20' Rattikan 63'      | Koning Abdoellah II-stadion, Amman Toeschouwers: 166 Scheidsrechter: Edita Mirabidova ( Oezbekistan) |
| 17 april 2018 16:45 | Strafschoppen                                  |       |                               | Koning Abdoellah II-stadion, Amman Toeschouwers: 166 Scheidsrechter: Edita Mirabidova ( Oezbekistan) |
| 17 april 2018 16:45 | van Egmond Kellond-Knight De Vanna Catley Kerr | 3–1   | Ainon Sunisa Silawan Pitsamai | Koning Abdoellah II-stadion, Amman Toeschouwers: 166 Scheidsrechter: Edita Mirabidova ( Oezbekistan) |

|                     |                    |       |                                       |                                                                                                 |
| 17 april 2018 20:00 | China              | 1 – 3 | Japan                                 | Koning Abdoellah II-stadion, Amman Toeschouwers: 502 Scheidsrechter: RI Hyang-ok ( Noord-Korea) |
| 17 april 2018 20:00 | Li Ying 90' (pen.) |       | Iwabuchi 39' Yokoyama 85', 88' (pen.) | Koning Abdoellah II-stadion, Amman Toeschouwers: 502 Scheidsrechter: RI Hyang-ok ( Noord-Korea) |

### Play-off voor WK-ticket
|                     |            |                                                                              |            |                                                                                               |
| 16 april 2018 20:00 | Filipijnen | 0 – 5                                                                        | Zuid-Korea | Amman International Stadium , Amman Toeschouwers: 418 Scheidsrechter: Casey Reibelt Australië |
| 16 april 2018 20:00 |            | Jang Sel-gi 34' Lee Min-a 45+3' Lim Seon-joo 56' Cho So-hyun 66', 84' (pen.) |            | Amman International Stadium , Amman Toeschouwers: 418 Scheidsrechter: Casey Reibelt Australië |

### Troostfinale
|                     |                                             |       |              |                                                                            |
| 20 april 2018 16:45 | China                                       | 3 – 1 | Thailand     | Amman International Stadium, Amman Scheidsrechter: Yoshimi Yamashita Japan |
| 20 april 2018 16:45 | Li Ying 51' Wang Shanshan 56' Song Duan 61' |       | Rattikan 81' | Amman International Stadium, Amman Scheidsrechter: Yoshimi Yamashita Japan |

### Finale
|                     |              |       |           |                                                                             |
| 20 april 2018 20:00 | Japan        | 1 – 0 | Australië | Amman International Stadium , Amman Scheidsrechter: Ri Hyang-ok Noord-Korea |
| 20 april 2018 20:00 | Yokoyama 84' |       |           | Amman International Stadium , Amman Scheidsrechter: Ri Hyang-ok Noord-Korea |